# Hotel Transylwania (serial animowany)
Hotel Transylwania (ang. Hotel Transylvania: The Series, od 2017) – amerykański serial animowany wyprodukowany przez wytwórnie Nelvana i Sony Pictures Animation, powstały na podstawie filmu z 2012 roku pod tym samym tytułem. Opowiada o przygodach nastoletniej córki Mavis i jej przyjaciół, a akcja serialu rozgrywa się cztery lata przed wydarzeniami z pierwszej części filmu.
Premiera serialu odbyła się 25 czerwca 2017 na amerykańskim Disney Channel. Premiera serialu w Polsce odbyła się 30 października 2017 roku na antenie Disney Channel.
W dniu 12 września 2018 roku zostało potwierdzone, że serial został przedłużony o drugi sezon.

## Fabuła
Akcja serialu rozgrywa się cztery lata przed wydarzeniami z pierwszej części filmu i opowiada o perypetiach nastoletniej córki Drakuli – Mavis, która z pomocą przyjaciół – Hanka, Pedra i Wendy postanawia zarządzać hotelem po swojemu. Mavis i jej przyjaciele muszą uważać na złośliwą, starszą siostrę hrabiego Drakuli, ciocię Lidię, która chce wprowadzić większy rygor i przywrócić porządek w hotelu Transylwania.

## Bohaterowie
- Mavis – główna bohaterka kreskówki, 114-letnia córka hrabiego Drakuli.
- Wendy Blob – córka Blobby’ego oraz przyjaciółka Mavis.
- Hank N Stein – syn Franka i Eunice, przyjaciel Mavis.
- Pedro – otyła mumia, syn Murraya i przyjaciel Mavis.
- Ciocia Lydia – złośliwa, starsza siostra hrabiego Drakuli, która chce wprowadzić większy rygor i porządek w hotelu.
- Drakula – ojciec Mavis.

## Obsada
- Bryn McAuley – Mavis
- Evany Rosen – Wendy Blob
- Gage Munroe – Hank N Stein
- Joseph Motiki – Pedro
- Dan Chameroy – ciocia Lidia
- David Berni – Drakula

## Wersja polska
W wersji polskiej udział wzięli:
- Zuzanna Bernat – Mavis
- Mateusz Narloch – Hank N Stein
- Ewa Prus – Wendy Blob
- Szymon Roszak – Pedro
- Zbigniew Suszyński – Ciocia Lidia
- Miłogost Reczek – Wujek Gieniek (odc. 1-10)
- Marta Dobecka – Debbie – duch-lalka (odc. 1b, 16a)
- Paweł Szczesny –
  - Frank,
  - Korneliusz Dreszcz (odc. 10a, 23a)
- Tomasz Borkowski – Drakula

W pozostałych rolach:
- Jakub Wieczorek – 
  - Quasimodo,
  - Wujek Gieniek (odc. 12a, 13-15a, 17a, 19b, 20a, 21ab, 23ab, 26)
- Elżbieta Futera-Jędrzejewska –
  - Sheryl,
  - Greta (odc. 25b)
- Janusz Wituch – doktor Skrzelak
- Joanna Węgrzynowska-Cybińska – 
  - Diane,
  - Mamumia (odc. 12b)
- Tomasz Błasiak – 
  - Donald Cartwright,
  - Octavio Wyśmienity (odc. 14a)
- Monika Pikuła –
  - Kitty Cartwright,
  - Tiffany (odc. 20b, 26),
  - Czerwona Babeczka (odc. 21b)
- Adrian Rux –
  - Jett Black,
  - Rusty
- Magdalena Herman-Urbańska – Charlotte
- Mateusz Kmiecik – Ming
- Tomasz Steciuk – El Fez
- Agnieszka Mrozińska – Meduza (odc. 3b, 16b)
- Joanna Pach-Żbikowska – Zoey (odc. 4a)
- Łukasz Talik – Klaus (odc. 4b, 11b, 17a, 23a, 26)
- Jacek Król –
  - Wilkołaj (odc. 18),
  - Czasklop (odc. 24a)
- Ewa Kania – 
  - Komandorka Tammy Zatrute Jabłko Straszysa (odc. 20a),
  - Miranda (odc. 26)
- Piotr Tołoczko
- Anna Szymańczyk
- Jan Dziewoński
- Marek Pituch
- Paulina Komenda
- Małgorzata Kozłowska

i inni
Wykonanie piosenek:
- Agnieszka Mrozińska,
- Magdalena Herman-Urbańska,
- Magdalena Kaczmarek,
- Tomasz Steciuk

i inni
Reżyseria: Katarzyna Łęcka

Dialogi: Renata Wojnarowska

Kierownictwo muzyczne: 
- Piotr Gogol,
- Piotr Zygo

Dźwięk: Łukasz Fober, Mateusz Michniewicz

Wersja polska: SDI Media Polska
Lektor tytułów: Janusz Wituch

## Spis odcinków
| Premiera       | №  | Tytuł polski                             | Tytuł angielski                        |
| -------------- | -- | ---------------------------------------- | -------------------------------------- |
| SERIA PIERWSZA |    |                                          |                                        |
| 30.10.2017     | 01 | Wejście smarkuli                         | Enter the Nosepicker                   |
| 30.10.2017     | 01 | Zabawa w straszonego                     | Hide and Shriek                        |
| 31.10.2017     | 02 | Zły piątek                               | Bad Friday                             |
| 31.10.2017     | 02 | Marzenia dostały kosza                   | Hoop Screams                           |
| 01.11.2017     | 03 | Co was gryzie?                           | Buggin’ Out                            |
| 01.11.2017     | 03 | Sposób na meduzę                         | How Do You Solve a Problem Like Medusa |
| 02.11.2017     | 04 | Wampi-nianie w akcji                     | Adventures In Vampiresitting           |
| 02.11.2017     | 04 | Glut-ball                                | Phlegm Ball                            |
| 03.11.2017     | 05 | Wielka Wendy                             | Wendy Big and Tall                     |
| 03.11.2017     | 05 | Sobostwór                                | Doppelfanger                           |
| 06.11.2017     | 06 | Zrobieni w jajo                          | Great Eggspectations                   |
| 06.11.2017     | 06 | Hotel Pensylwania                        | Hotel Pennsylvania                     |
| 07.11.2017     | 07 | Śniadanie u Lidii                        | Breakfast at Lydia’s                   |
| 07.11.2017     | 07 | Kodeks Wendy                             | The Trouble with Wendys                |
| 08.11.2017     | 08 | Franken-sztuczki                         | Frankenstunt                           |
| 08.11.2017     | 08 | Wszystko o Glucie                        | What About Blob?                       |
| 09.11.2017     | 09 | Klub klątwy                              | Curse Club                             |
| 09.11.2017     | 09 | Ciszej nad tą trumną                     | Casket if You Can                      |
| 10.11.2017     | 10 | Dreszczowe wzgórza                       | A Scare to Remember                    |
| 10.11.2017     | 10 | Hank jest chłopcem                       | Hank and the Real Boy                  |
| 29.01.2018     | 11 | Bandażing                                | The Wrapture                           |
| 29.01.2018     | 11 | Bądź jak Klaus                           | Becoming Klaus                         |
| 30.01.2018     | 12 | 116 świeczek                             | 116 Candles                            |
| 30.01.2018     | 12 | Stój albo moja Mamumia będzie krzyczeć   | Stop or my Mummy will Shout            |
| 01.02.2018     | 13 | Magia jest wśród nas                     | Fright of Hand                         |
| 01.02.2018     | 13 | Gdzie się podział mój czosnek?           | Dude Where’s My Garlic?                |
| 02.02.2018     | 14 | Skrzydła niezgody                        | Bat Flap Fever                         |
| 02.02.2018     | 14 | Kciuki i kciukszy                        | Thumb and Thumber                      |
| 31.01.2018     | 15 | Legenda o Dynio-flaku                    | The Legend of Pumpkin Guts             |
| 05.05.2018     | 16 | Defekt mózgu                             | Brain Drain                            |
| 05.05.2018     | 16 | Przeminęło z włosem                      | Hair Today, Gone Tomorrow              |
| 12.05.2018     | 17 | Igła niezgody                            | Drop The Needle                        |
| 12.05.2018     | 17 | Lekarz mimo woli                         | Really Gross Anatomy                   |
| 16.12.2018     | 18 | Wigilia nocnego zawodzenia               | The Fright Before Creepmas             |
| 26.05.2018     | 19 | Piaskowy Dziadek chce spać               | Exit Sandman                           |
| 26.05.2018     | 19 | Huzia na padlinę                         | Roadkill Trip                          |
| 24.09.2018     | 20 | Tydzień męki                             | Top Wing                               |
| 24.09.2018     | 20 | Smażone wredne pomidory                  | Fried Mean Tomatoes                    |
| 25.09.2018     | 21 | Cztery potwory i pogrzeb                 | Four Monsters and a Funeral            |
| 25.09.2018     | 21 | Tęczowa zagłada                          | Rainbow Doom                           |
| 19.05.2018     | 22 | Powrót do wampi-przyszłości              | Drac to the Future                     |
| 26.09.2018     | 23 | Wieczór aktorski                         | Gorytelling                            |
| 26.09.2018     | 23 | Potwory honoru                           | A Few Good Monsters                    |
| 27.09.2018     | 24 | Prawo mumii                              | Mummyfest Destiny                      |
| 27.09.2018     | 24 | Braterskie bandaże                       | Bandages of Brothers                   |
| 28.09.2018     | 25 | Wampi-nocowanie                          | Creepover Party                        |
| 28.09.2018     | 25 | Frankenstein i syn                       | Frankenstein & Son                     |
| 28.09.2018     | 26 | Koło przeznaczenia                       | Fangceañera                            |
| SERIA DRUGA    |    |                                          |                                        |
|                | 27 |                                          | Welcome to Human Park                  |
|                | 27 | Must Scream TV                           |                                        |
|                | 28 |                                          | Married to the Blob                    |
|                | 29 |                                          | Portrait of Mavis as a Young Vampire   |
|                | 29 | Goo Crush                                |                                        |
|                | 30 |                                          | Freakerheads                           |
|                | 30 | For Whom the Smell Tolls                 |                                        |
|                | 31 |                                          | Cries and Dolls                        |
|                | 31 | Hypnosferatu                             |                                        |
|                | 32 |                                          | Best Friends Furever                   |
|                | 32 | Fantasy Vamp                             |                                        |
|                | 33 |                                          | Stepmonsters                           |
|                | 33 | Better Know Your Mavis                   |                                        |
|                | 34 |                                          | The Northern Frights                   |
|                | 34 | Don’t Fear the Realtor                   |                                        |
|                | 35 |                                          | Holy Babies                            |
|                | 35 | Aunt Lydia’s New Clothes                 |                                        |
|                | 36 |                                          | I Only Have Eyes for Goo               |
|                | 36 | Talk Blobbish to Me                      |                                        |
|                | 37 |                                          | Wand Ambition                          |
|                | 37 | Lost in Transylvation                    |                                        |
|                | 38 |                                          | The Song Remains Asleep                |
|                | 38 | Baby Got Hunchback                       |                                        |
|                | 39 |                                          | Afterlifestyles of the Rich and Mavis  |
|                | 39 | The Mavysitters Club                     |                                        |
|                | 40 |                                          | A Year Without Creepmas                |
|                | 41 |                                          | Casualties of Wart                     |
|                | 41 | When the Afterlife Gives You Phlegmonade |                                        |
|                | 42 |                                          | Undead Red                             |
|                | 42 | Klaus of the Rising Sun                  |                                        |
|                | 43 |                                          | Say Princess to the Dress              |
|                | 43 | The Naming of the Shrew                  |                                        |
|                | 44 |                                          | Death Becomes Him                      |
|                | 44 | Purse of the Mummy                       |                                        |
|                | 45 |                                          | Cape Boss                              |
|                | 45 | Diner of the Dead                        |                                        |
|                | 46 |                                          | Six Feet Undercover Boss               |
|                | 46 | Ghost Effect                             |                                        |
|                | 47 |                                          | World Wide Wendy                       |
|                | 47 | Stuck in the Middle With Goo             |                                        |
|                | 48 |                                          | The Shawhank Redemption                |
|                | 48 | Friendship is Tragic                     |                                        |
|                | 49 |                                          | Cursery Rhymes                         |
|                | 49 | I Did it All for the Cookie              |                                        |
|                | 50 |                                          | Fangs for the Memories                 |
|                | 50 | Sleepers Creepers                        |                                        |
|                | 51 |                                          | Polterguest                            |
|                | 51 | Hair Raiser                              |                                        |
|                | 52 |                                          | What Lycidias Beneath                  |